# Karimou Salimane
Karimou Salimane est un homme politique au Bénin, ministre des Enseignements maternel et primaire. 

## Biographie

### Carrière
Le 23 mai 2021, il est nommé membre du gouvernement de Patrice Talon. 